# 馬爾科姆·麥克唐納
馬爾科姆·約翰·麥克唐納，OM（英語：Malcolm John MacDonald，1901年8月17日—1981年1月11日），英國資深政治家和外交家，工黨出身，但後來轉投國民工黨，其父拉姆齊·麥克唐納為兩任英國首相。
麥克唐納在1929年至1935年和在1936年至1945年擔任下議院議員。他在1935年短暫出任殖民地大臣、1935年至1938年任自治領大臣，参与1938年至1940年第二度出任殖民地大臣、1938年至1939年第二度出任自治領大臣、1940年至1941年任衛生大臣。他参与了《1939年白皮书》的制定，该白皮书又被称为“麥克唐納白皮书”。
麥克唐納在後期擔任不少重要的外交職務，當中包括在1941年至1946年任英國駐加拿大高級專員、1946年至1948年任馬來亞、新加坡及英屬婆羅乃總督、1955年至1960年任英國駐印度高級專員、1963年任末任肯雅總督、1963年至1964年出任肯雅高級總督、以及在1964年至1965年任英國駐肯雅高級專員。